# Zaza Pachulia
Zaur "Zaza" Pachulia (georgiano: ზაზა ფაჩულია; Tiflis, Georgia, 10 de febrero de 1984) es un exjugador georgiano de baloncesto que disputó 16 temporadas en la NBA. Con 2,11 metros de altura, jugaba en la posición de pívot o ala-pívot. Ganó dos campeonatos NBA (2017 y 2018) con Golden State Warriors y, desde agosto de 2019, es consultor externo de este equipo.

## Carrera

### Inicios
Pachulia fichó por el equipo turco Ülkerspor cuando solo era un adolescente, procedente de Georgia, y debutó muy joven con la selección georgiana. Con solo trece años, ya medía 2.04 metros de altura.

### NBA
Tras sobresalir en el Ülkerspor, Pachulia fue seleccionado en el puesto 42 de la segunda ronda del Draft de la NBA de 2003 por Orlando Magic. Tras su primer año, fue seleccionado en el Draft de Expansión de 2004 por Charlotte Bobcats, los cuales le traspasaron a Milwaukee Bucks en la temporada 2004-05, donde promedió 6.2 puntos y 5.1 rebotes saliendo desde el banquillo. Tras una campaña en Milwaukee, firmó con Atlanta Hawks.
En los Hawks se convirtió en el pívot titular del equipo, promediando 11.7 puntos y 7.9 rebotes por partido en su primera temporada. Tras fichar por Atlanta, Pachulia declaró irónicamente: "Soy un auténtico georgiano", debido a su nacionalidad y al estado (Georgia) de su nuevo conjunto. En la campaña 2006-07, Pachulia firmó 12.2 puntos y 6.9 rebotes.
En julio de 2013 fichó por tres temporadas por los Milwaukee Bucks. El 20 de marzo de 2015, Pachulia logró 22 puntos y 21 rebotes (18 de ellos ofensivos), en la derrota por 127-129 frente a los Brooklyn Nets. Los 21 rebotes marcaban un récord en la franquicia de los Bucks.
El 9 de julio de 2015 fue traspasado a los Dallas Mavericks a cambio de una futura segunda ronda de draft. En su debut con los Mavs, el 28 de octubre, Pachulia consiguió un doble-doble con 10 puntos y 10 rebotes, en la victoria por 111-95 frente a los Phoenix Suns.
En verano de 2016, firma por Golden State Warriors. Equipo con el conquistaría el campeonato NBA esa misma temporada. En esos playoffs, durante la serie contra San Antonio, se produce un lance en el juego, entre la estrella texana Kawhi Leonard y Zaza, que hace que Kawhi caiga lesionado de gravedad. Ese lance, que dejaría la serie más favorable para Warriors, hace que la NBA cree una ley llamada "Anti Pachulia".
El 8 de julio de 2018, como agente libre, firma por un año con los Detroit Pistons.

### Selección nacional
Con el combinado absoluto georgiano ha disputado el EuroBasket 2011, EuroBasket 2015 y EuroBasket 2017. 

### Retirada
El 29 de agosto de 2019, Pachulia anunció su retirada como jugador profesional, y se unió a los Warriors, como consultor en el departamento de operaciones.

## Estadísticas de su carrera en la NBA
|  | Denota temporada en la que ganó un campeonato de la NBA |

### Temporada regular
| Año     | Equipo       | PJ    | PT  | MPP  | %TC  | %3P  | %TL  | RPP | APP | ROB | TPP | PPP  |
| ------- | ------------ | ----- | --- | ---- | ---- | ---- | ---- | --- | --- | --- | --- | ---- |
| 2003-04 | Orlando      | 59    | 2   | 11.3 | .389 | -    | .644 | 2.9 | .2  | .4  | .2  | 3.3  |
| 2004-05 | Milwaukee    | 74    | 4   | 18.9 | .452 | .000 | .746 | 5.1 | .8  | .6  | .5  | 6.2  |
| 2005-06 | Atlanta      | 78    | 78  | 31.4 | .451 | .000 | .735 | 7.9 | 1.7 | 1.1 | .5  | 11.7 |
| 2006-07 | Atlanta      | 72    | 47  | 28.1 | .474 | .000 | .786 | 6.9 | 1.5 | 1.1 | .5  | 12.2 |
| 2007-08 | Atlanta      | 62    | 5   | 15.2 | .437 | .000 | .706 | 4.0 | .6  | .4  | .2  | 5.2  |
| 2008-09 | Atlanta      | 77    | 26  | 19.1 | .497 | .000 | .709 | 5.7 | .7  | .5  | .3  | 6.2  |
| 2009-10 | Atlanta      | 78    | 1   | 14.0 | .488 | .000 | .650 | 3.8 | .5  | .5  | .4  | 4.3  |
| 2010-11 | Atlanta      | 79    | 7   | 15.7 | .461 | -    | .754 | 4.2 | .7  | .4  | .3  | 4.4  |
| 2011-12 | Atlanta      | 58    | 44  | 28.3 | .499 | -    | .741 | 7.9 | 1.4 | .9  | .5  | 7.8  |
| 2012-13 | Atlanta      | 52    | 15  | 21.8 | .473 | .000 | .757 | 6.5 | 1.5 | .7  | .2  | 5.9  |
| 2013-14 | Milwaukee    | 53    | 43  | 25.0 | .427 | .000 | .846 | 6.3 | 2.6 | .8  | .3  | 7.7  |
| 2014-15 | Milwaukee    | 73    | 45  | 23.7 | .454 | .000 | .788 | 6.8 | 2.4 | 1.1 | .3  | 8.3  |
| 2015-16 | Dallas       | 76    | 69  | 26.2 | .466 | .000 | .768 | 9.4 | 1.7 | .8  | .3  | 8.6  |
| 2016-17 | Golden State | 70    | 70  | 18.1 | .534 | .000 | .778 | 5.9 | 1.9 | .8  | .5  | 6.1  |
| 2017-18 | Golden State | 69    | 57  | 14.1 | .564 | .000 | .806 | 4.7 | 1.6 | .6  | .2  | 5.4  |
| 2018-19 | Detroit      | 68    | 3   | 12.9 | .440 | .000 | .782 | 3.9 | 1.3 | .5  | .3  | 3.9  |
| Total   | Total        | 1,098 | 516 | 20.3 | .469 | .000 | .751 | 5.8 | 1.3 | .7  | .3  | 6.8  |

### Playoffs
| Año   | Equipo       | PJ | PT | MPP  | %TC  | %3P  | %TL  | RPP | APP | ROB | TPP | PPP |
| ----- | ------------ | -- | -- | ---- | ---- | ---- | ---- | --- | --- | --- | --- | --- |
| 2008  | Atlanta      | 7  | 0  | 15.0 | .280 | .000 | .714 | 2.9 | .3  | .3  | .0  | 4.1 |
| 2009  | Atlanta      | 11 | 1  | 23.6 | .415 | -    | .762 | 6.9 | .3  | .5  | .3  | 6.9 |
| 2010  | Atlanta      | 11 | 0  | 14.6 | .514 | -    | .625 | 3.5 | .3  | .2  | .6  | 4.6 |
| 2011  | Atlanta      | 11 | 0  | 17.7 | .478 | -    | .773 | 4.9 | 1.2 | .2  | .1  | 3.5 |
| 2015  | Milwaukee    | 6  | 6  | 21.5 | .400 | -    | .615 | 6.7 | 1.5 | 1.7 | .5  | 6.7 |
| 2016  | Dallas       | 5  | 4  | 22.4 | .375 | -    | .882 | 5.4 | 3.2 | .6  | .2  | 6.6 |
| 2017  | Golden State | 15 | 15 | 14.1 | .533 | .000 | .765 | 3.8 | .8  | .5  | .3  | 5.1 |
| 2018  | Golden State | 7  | 0  | 3.7  | .571 | -    | .750 | 1.7 | .1  | .4  | .1  | 2.4 |
| 2019  | Detroit      | 2  | 0  | 11.0 | .333 | .000 | .500 | 4.5 | .0  | .0  | .0  | 2.5 |
| Total | Total        | 75 | 26 | 16.3 | .443 | .000 | .735 | 4.4 | .8  | .5  | .3  | 4.9 |

## Vida personal
Pachulia cambió su nombre oficialmente de Zaur a Zaza. Él y su esposa, Tika, tienen dos hijos, Davit y Saba, y una hija, Mariam. 
Desde 2004, Pachulia organizó anualmente campamentos de baloncesto de verano gratuitos para niños en diferentes lugares de Georgia, hasta que, en 2016, creó una academia de baloncesto en su Tiflis natal.
En 2017, Pachulia recibió la Orden de Honor del presidente de la República de Georgia, Giorgi Margvelashvili. También tiene la nacionalidad turca.